# 高田もも
高田 もも（たかだ もも、2002年〈平成14年〉8月14日 - ）は、日本のタレント・YouTuber・アイドルであり、女性アイドルグループ・かみやどの元メンバーで現在は放課後プリンセスのメンバーである。神奈川県出身。株式会社Porulet（ポルレ）所属。

## 略歴

### 2019年
- 3月24日 - 神宿新メンバーオーディションのファイナリストとしてお披露目される[1]。
- 4月29日 - 神宿のワンマンライブにおいてオーディションの最終審査にて「ビ・ビ・ビ」を披露する[2]。オーディションは塩見きらが選ばれる[2]。
- 5月21日 - オーデションのファイナリスト6人でかみやどを結成することが発表された[3]。
- 6月29日 - Shibuya O-WESTで行われたかみやどデビューライブ「かみがやどるばしょ～あなたはどんないろにそめるの？～」にてかみやどのメンバーとしてデビューする[3]。
- 8月12日 - シダックスカルチャーホールにて初めての生誕祭が開催される[4]。

### 2020年
- 8月15日 - 西永福JAMにて生誕祭が開催される[4]。

### 2021年
- 4月11日 - ミスiD2021のファイナリストに選ばれ[5]、ミスiD卒業式に参加する[6]。「普通界のヒロイン賞」を獲得する[7]。
- 4月24日 - Youtubeチャンネル「高田もものかしこがゆく!!」の動画投稿を開始する[8]。
- 6月17日 - ピューロガールズオーディションに参加する[9]。
- 6月19日 - かみやどの楽曲「親愛なる君へ」の作詞を担当する[10]。
- 6月29日 - KT Zepp Yokohamaにて行われた「かみやど 2nd ANNIVERSARY LIVE ～HRGN FINAL～」にてかみやどとしての活動を終了する[11]。
- 10月10日 - サンリオピューロランドにてピューロガールズオーディションのイベント審査に参加する[12]。

### 2022年
- 7月7日 - 唯美人形のメンバーとして活動を開始する[13]。

### 2024年
- 8月31日 - 横浜人形の家 あかいくつ劇場での卒業公演を最後に唯美人形を卒業する[14]。

### 2025年
- 5月6日 - 放課後プリンセスへの加入が発表される[15]。
- 5月25日 - 放課後プリンセスのデビューライブがLIVE STUDIO LODGで開催される。

## 人物
- 母親から勧められ期限ぎりぎりにオーディションに応募した[3]。
- 神宿のファンであり、かみやど所属時代もスケジュールが合うと必ずコンサートに行くほどであった[16]。
- 特技は幼稚園のころからやっている書道であり段位を所持している[17]。
- 「なんだか不思議な雰囲気を持っている」(塩見)[16]、「ももちゃんワールド」(藤田)[18]などと評されることや、「年齢のわりに落ち着いて見える」(藤田)[18]、「すごくしっかりしていたイメージ」[16](塩見)とも言われる。
- うみぽすBlue Actionクルーとして活動している[19]。